# Senato dell'Oregon
Il Senato dell'Oregon è la camera alta dell’Assemblea legislativa dell'Oregon. Essa si riunisce, insieme alla Camera dei Rappresentanti, nel Campidoglio dello Stato dell’Oregon. 
È composta da 30 membri, aventi mandato quadriennale e rinnovati per metà ogni due anni. I senatori non sono soggetti a un numero di mandati.